# Răchitova
Rachitova là một xã thuộc hạt Hunedoara, România. Dân số thời điểm năm 2002 là 1488 người.